# Куртулан, Арда
Арда Окан Куртулан (тур. Arda Okan Kurtulan; род. 19 ноября, 2002, Стамбул, Турция) — северомакедонский и албанский футболист турецкого происхождения, нападающий клуба «Адана Демирспор».

## Карьера
На молодёжном уровне играл за «Эрокспор» и команды «Фенербахче» до 17 и 19 лет.

### «Фенербахче»
13 июля 2021 года стал игроком основной команды «Фенербахче». В турецкой Суперлиге дебютировал 21 мая 2022 года в матче с «Малатьяспором», заменив Диего Росси на 84-й минуте.

## Карьера в сборной
В ноябре 2020 года был вызван в сборную Северной Македонии до 19 лет. Дебютировал в составе сборной 10 ноября 2020 года в матче с Черногорией.